# Mirko Matoušek
Mirko Matoušek (28. dubna 1928, Brno – 9. září 2010, Brno) byl český herec, loutkoherec a režisér.

## Biografie
Mirko Matoušek se narodil v roce 1928 v Brně, jeho otcem byl loutkoherec a zakladatel divadla Radost v Brně Vladimír Matoušek. Studoval Vysokou školu obchodní, ale v roce 1951 nastoupil do Krajského oblastního loutkového divadla v Karlových Varech, ale v témže roce přešel do loutkového divadla Radost v Brně. Tam se seznámil s manželkou a také loutkoherečkou Zorou Bílkovou-Matouškovou. Od roku 1963 působil také v maňáskovém souboru Zdravíčko Třebíč, mezi lety 1982 a 1988 působil jako vedoucí uměleckého souboru divadla Radost, tam působil až do odchodu do důchodu v roce 1993. Mezi lety 2000 a 2004 působil jako člen odborné rady ARTAMA pro amatérské loutkářství.
V roce 1985 obdržel ocenění zasloužilý pracovník v kultuře. Působil také jako porotce festivalu Loutkářská Chrudim, člen krajského poradního sboru pro loutky, člen poradního orgánu Ústavu pro kulturně výchovnou činnost v Praze.